# Madame Bovary (película de 1947)

Madame Bovary es una película argentina dirigida por Carlos Schlieper sobre guion de María Luz Regás y Ariel Cortazzo según la novela de Gustave Flaubert que se estrenó el 2 de abril de 1947 y que tuvo como protagonistas a Mecha Ortiz, Roberto Escalada y Enrique Diosdado. Nélida Romero recordaba que a Schlieper le divertía hacer sufrir a Mecha Ortiz al punto que a veces se debía interrumpir la filmación para festejar las bromas con algún técnico.

## Sinopsis
El drama de una mujer, casada con un hombre mayor, que tiene un amante.

## Comentarios
El Heraldo del Cinematografista dijo:

”…adaptación cuidadosa, con pulcritud en el lenguaje y meticulosa reproducción…en la escenografía de un pueblito francés a mediados del siglo pasado.”

Por su parte la crónica de Crítica la consideró:

”Extraña a nuestro medio y pasatista en su sensibilidad…La discutible obra de Flaubert ha sido recogida…en los puntos que más ribetean el folletín: adulterios, usuras, embargos, enfermedades, venenos y suicidios.”

## Reparto
- Mecha Ortiz	... 	Ema Bovary
- Roberto Escalada	... 	León Dupuis
- Enrique Diosdado	... 	Rodolfo Boulanger
- Alberto Bello	... 	Carlos Bovary
- Angelina Pagano	... 	Sra Bovary, madre
- Ricardo Galache	... 	Gustave Flaubert
- Graciela Lecube	... 	Felicidad
- Juan Carlos Altavista	... 	Justino
- María Esther Podestá	... 	Viuda Lefrancois
- Alejandro Maximino	... 	Sr. Homais
- Max Citelli	... 	Sr. Binet
- Liana Moabro	... 	Sra. Homais
- Nélida Romero	... 	Artemisa
- Jorge Villoldo	... 	Cochero
- Manuel Díaz González	... 	Sr. Lheureux (creditado como Manuel Díaz)
- Félix Gil	... 	Hipólito

## Premio
Por su actuación en esta película Academia de Artes y Ciencias Cinematográficas de la Argentina le otorgó el premio Cóndor Académico a la actuación de 1947 a Alberto Bello.